# César-díj a legjobb eredeti forgatókönyvnek
A legjobb eredeti forgatókönyvnek járó César-díjat (franciául César du meilleur scénario original) a francia Filmművészeti és Filmtechnikai Akadémia 1983-ban hozta létre a legjobb fikciós filmes történetek elismerésére. Átadása a „Césarok éjszakája” elnevezésű gálaünnepségen történik minden év február végén, március elején a forgatókönyvírók részére.
A megmérettetésben mindazok a filmek részt vehetnek, amelyeket az első körben jelöltek a legjobb film kategóriában, és amelyek forgatókönyve a francia jogszabályok szerint eredeti műnek minősül.
1983-ig egy közös kategóriában értékelték a fikciós műveket és az irodalmi adaptációkat César-díj a legjobb eredeti vagy adaptált forgatókönyvnek elnevezéssel. Ekkor szétválasztották a két forgatókönyvtípust, hogy külön-külön ismerhessék el azokat. Három év után a díjat újra összevonták a legjobb adaptáció kategóriával és 2005-ig egyetlen elismerést adtak át, visszatérve a César-díj a legjobb eredeti vagy adaptált forgatókönyvnek elnevezéshez. 2006-tól ismét önálló kategóriát képez.

## Díjazottak és jelöltek
A díjazottak vastagítással vannak kiemelve. Az évszám a díjosztó gála évét jelzi, amikor az előző évben forgalmazásra került film elismerésben részesült.

### 1980-as évek
1976-tól 1982-ig egyetlen kategória létezett: a legjobb eredeti vagy adaptált forgatókönyv.
| Év   | Díjazottak és jelöltek |
| ---- | --- |
| 1983 | - Daniel Vigne és Jean-Claude Carrière – Martin Guerre visszatér (Le retour de Martin Guerre) - Élie Chouraqui – Qu'est-ce qui fait courir David? - Mathieu Fabiani és Bob Swaim – A besúgó (La balance) - Éric Rohmer – Jó házasság (Le beau mariage) |
| 1984 | - Patrice Chéreau és Hervé Guibert – A sebesült ember (L’homme blessé) - Diane Kurys és Alain Le Henry – Villámcsapás (Coup de foudre) - Francis Veber – Balekok (Les compères)                                                                        |
| 1985 | - Bertrand Blier – A mi történetünk (Notre histoire) - Éric Rohmer – Teliholdas éjszakák (Les nuits de la pleine lune) - Claude Zidi – Zsaroló zsaruk (Les ripoux)                                                                                     |

1986-tól 2005-ig egyetlen kategória létezett: a legjobb eredeti vagy adaptált forgatókönyv.

### 2000-es évek
2006-tól két kategória: legjobb eredeti forgatókönyv és legjobb adaptáció.
| Év   | Díjazottak és jelöltek |
| ---- | --- |
| 2006 | - Radu Mihaileanu és Alain-Michel Blanc – Élj és boldogulj! (Va, vis et deviens) - Xavier Beauvois – Biztos kezekben (Entre ses mains) - Christian Carion – A gyermek (L’enfant) - Jean-Pierre Dardenne – A gyermek (L’enfant) - Michael Haneke – Rejtély (Caché) |
| 2007 | - Olivier Lorelle és Rachid Bouchareb – A dicsőség arcai (Indigènes) - Xavier Giannoli – Amikor énekes voltam (Quand j'étais chanteur) - Isabelle Mergault – Tök jóképű vagy! (Je vous trouve très beau) - Danièle Thompson és Christopher Thompson – Művészlelkek (Fauteuils d'orchestre) - Laurent Tuel és Christophe Turpin – Jean-Philippe                                                                    |
| 2008 | - Abdellatif Kechiche – A kuszkusz titka (La graine et le mulet) - Julie Delpy – 2 nap Párizsban (2 Days in Paris) - Anne le Ny – Ceux qui restent - Laurent Tirard és Grégoire Vigneron – Molière (Molière) - Olivier Dahan – Piaf (La Môme) |
| 2009 | - Marc Abdelnour és Martin Provost – Séraphine - Rémi Bezançon – Hátralévő életed első napja (Le premier jour du reste de ta vie) - Dany Boon, Franck Magnier és Alexandre Charlot – Isten hozott az Isten háta mögött (Bienvenue chez les Ch'tis) - Philippe Claudel – Oly sokáig szerettelek (Il y a longtemps que je t'aime) - Arnaud Desplechin és Emmanuel Bourdieu – Karácsonyi történet (Un conte de Noël) |

### 2010-es évek
| Év   | Díjazottak és jelöltek |
| ---- | --- |
| 2010 | - Jacques Audiard, Thomas Bidegain, Abdel Raouf Dafri és Nicolas Peufaillit – A próféta (Un prophète) - Alain-Michel Blanc – A koncert (Le concert) - Xavier Giannoli – A l'origine - Jean-Paul Lilienfeld – A szoknya napja (La journée de la jupe) - Olivier Adam – Isten hozott! (Welcome)                                                                                     |
| 2011 | - Baya Kasmi és Michel Leclerc – A szerelem nevei (Le nom des gens) - Xavier Beauvois és Étienne Comar – Emberek és istenek (Des hommes et des dieux) - Bertrand Blier – A jégkockák zörgése (Le bruit des glaçons) - Benoît Delépine és Gustave Kervern – Mammuth - Mathieu Amalric, Marcello Novais Teles, Raphaëlle Valbrune és Philippe di Folco – Turné (Tournée)            |
| 2012 | - Pierre Schoeller – Államérdekből (L'exercice de l'État) - Valérie Donzelli és Jérémie Elkaïm – Szemünk fénye (La guerre est déclarée) - Michel Hazanavicius – The Artist – A némafilmes (The Artist) - Maïwenn és Emmanuelle Bercot – Polisse - Éric Toledano és Olivier Nakache – Életrevalók (Intouchables)                                                                   |
| 2013 | - Michael Haneke – Szerelem (Amour) - Leos Carax – Holy Motors - Noémie Lvovsky, Florence Seyvos, Maud Ameline és Pierre-Olivier Mattei – Camille (Camille redouble) - Bruno Podalydès és Denis Podalydès – Adieu Berthe – L'enterrement de mémé - Florence Vignon és Stéphane Brizé – Quelques heures de printemps                                                               |
| 2014 | - Albert Dupontel – Kilenc hónap letöltendő (9 mois ferme) - Aszhar Farhadi – A múlt (Le passé) - Alain Guiraudie – Idegen a tónál (L'inconnu du lac) - Philippe Le Guay – Molière két keréken (Alceste à bicyclette) - Katell Quillévéré, Mariette Désert – Suzanne |
| 2015 | - Abderrahmane Sissako, Kessen Tall – Timbuktu - Thomas Cailley, Claude Le Pape – A küzdők (Les combattants) - Victoria Bedos, Stanislas Carré De Malberg, Eric Lartigau, Thomas Bidegain – A Bélier család (La famille Bélier) - Thomas Lilti, Baya Kasmi, Julien Lilti, Pierre Chosson – Hippokratész (Hippocrate) - Olivier Assayas – Sils Maria felhői (Clouds of Sils Maria) |
| 2016 | - Deniz Gamze Ergüven, Alice Winocour – Mustang - Noé Debré, Thomas Bidegain, Jacques Audiard – Dheepan – Egy menekült története (Dheepan) - Xavier Giannoli – Marguerite – A tökéletlen hang (Marguerite) - Emmanuelle Bercot, Marcia Romano – La tête haute - Arnaud Desplechin, Julie Peyr – Fiatal éveim (Trois souvenirs de ma jeunesse)                                     |
| 2017 | - Sólveig Anspach és Jean-Luc Gaget – Vízhatás (L'effet aquatique) - Romain Compingt, Houda Benyamina és Malik Rumeau – Divines - Sabrina B. Karine, Alice Vial, Pascal Bonitzer és Anne Fontaine – Ártatlanok (Les innocentes) - Bruno Dumont – A sors kegyeltjei... meg a többiek (Ma loute) - Justine Triet – Egy ágyban Victoriával (Victoria)                                |
| 2018 | - Robin Campillo – 120 dobbanás percenként (120 battements par minute) - Mathieu Amalric és Philippe di Folco – Barbara - – Nyers (Grave) – Julia Ducournau - Claude Le Pape és Hubert Charuel – Petit paysan - Éric Toledano és Olivier Nakache – Eszeveszett esküvő (Le sens de la fête)                                                                                        |
| 2019 | - Xavier Legrand – Láthatás (Jusqu'à la garde) - Jeanne Herry – Pupille - Gilles Lellouche, Ahmed Hamidi és Julien Lambroschini – Szabadúszók (Le grand bain) - Alex Lutz, Anaïs Deban és Thibault Segouin – Guy - Pierre Salvadori, Benoît Graffin és Benjamin Charbit – Csak a baj van veled! (En liberté !)                                                                    |

### 2020-as évek
| Év   | Díjazottak és jelöltek |
| ---- | --- |
| 2020 | - Nicolas Bedos – Boldog idők (La Belle Époque) - François Ozon – Isten kegyelméből (Grâce à Dieu) - Éric Toledano és Olivier Nakache – Különleges életek (Hors normes) - Ladj Ly, Giordano Gederlini, Alexis Manenti – Nyomorultak (Les Misérables) - Céline Sciamma – Portré a lángoló fiatal lányról (Portrait de la jeune fille en feu)                              |
| 2021 | - Albert Dupontel – Elég a hülyékből (Adieu les cons) - Caroline Vignal – Jó a szamár is (Antoinette dans les Cévennes) - Emmanuel Mouret – Szerelmeink (Les Choses qu'on dit, les choses qu'on fait) - Filippo Meneghetti, Malysone Bovorasmy – Ketten (Deux) - Benoît Delépine, Gustave Kervern – Előzmények törlése (Effacer l'historique)                            |
| 2022 | - Arthur Harari, Vincent Poymiro – Onoda, 10 000 nuits dans la jungle - Valérie Lemercier, Brigitte Buc – Aline – A szerelem hangja (Aline) - Leos Carax, Ron Mael, Russell Mael – Annette - Yann Gozlan, Simon Moutaïrou, Nicolas Bouvet-Levrard – Feketedoboz (Boîte noire) - Catherine Corsini, Laurette Polmanss, Agnès Feuvre – Intenzív találkozások (La fracture) |
| 2023 | - Louis Garrel, Tanguy Viel, Naïla Guiguet – Családban marad (L’innocent) - Éric Gravel – À plein temps - Valeria Bruni Tedeschi, Noémie Lvovsky, Agnès de Sacy – Les Amandiers - Cédric Klapisch, Santiago Amigorena – Tánc az élet (En corps) - Alice Diop, Amrita David, Marie Ndiaye – Saint Omer                                                                    |
| 2024 | - Justine Triet és Arthur Harari – Egy zuhanás anatómiája (Anatomie d'une chute) - Jean-Baptiste Durand – Chien de la casse - Jeanne Herry – Az arcuk mindig előttem lesz (Je verrai toujours vos visages) - Nathalie Hertzberg, Cédric Kahn – A Goldman ügy (Le Procès Goldman) - Thomas Cailley, Pauline Munier – Állati királyság (Le Règne animal)                   |
| 2025 | - Boris Lojkine, Delphine Agut – L’Histoire de Souleymane - Emmanuel Courcol, Irène Muscari – Váratlan dallamok (En fanfare) - Louise Courvoisier, Théo Abadie – Boldogok a sajtkészítők (Vingt Dieux) - Stéphane Demoustier – Borgo - Alain Guiraudie – Misericordia (Miséricorde)                                                                                      |